# Открытый чемпионат Австралии по теннису 2012
Открытый чемпионат Австралии по теннису 2012 года — 100-й розыгрыш ежегодного профессионального теннисного турнира серии Большого шлема, проводящегося в австралийском городе Мельбурн на кортах местного спортивного комплекса «Мельбурн Парк». Традиционно выявляются победители соревнования в девяти разрядах: в пяти — у взрослых и четырёх — у старших юниоров. Матчи основных сеток прошли с 16 по 29 января. Соревнование традиционно открывало сезон турниров серии в рамках календарного года.

## Соревнования

### Взрослые

#### Мужчины. Одиночный турнир
Новак Джокович обыграл  Рафаэля Надаля со счётом 5-7, 6-4, 6-2, 6-7(5), 7-5.
- Джокович выигрывает 1-й титул в сезоне и 5-й за карьеру на соревнованиях серии.
- Надаль уступает 1-й финал в сезоне и 5-й за карьеру на соревнованиях серии.

#### Женщины. Одиночный турнир
Виктория Азаренко обыграла  Марию Шарапову со счётом 6-3, 6-0.
- Азаренко побеждает в своём дебютном финале соревнования серии.
- Шарапова уступает 1-й финал в сезоне и 3-й за карьеру на соревнованиях серии.

#### Мужчины. Парный турнир
Леандер Паес /  Радек Штепанек обыграли  Боба Брайана /  Майка Брайана со счётом 7-6(1), 6-2.
- Паес благодаря этой победе оформляет «карьерный Большой шлем» в этом разряде на соревнованиях серии.

#### Женщины. Парный турнир
Светлана Кузнецова /  Вера Звонарёва обыграли  Роберту Винчи /  Сару Эррани со счётом 5-7, 6-4, 6-3.
- Кузнецова выигрывает 1-й титул в сезоне и 2-й за карьеру на соревнованиях серии.
- Звонарёва выигрывает 1-й титул в сезоне и 2-й за карьеру на соревнованиях серии.

#### Микст
Бетани Маттек-Сандс /  Хория Текэу обыграли  Елену Веснину /  Леандра Паеса со счётом 6-3, 5-7, [10-3].
- представительница США выигрывает австралийский турнир впервые с 2003 года.
- представитель Румынии побеждает на соревнованиях серии впервые с 1972 года.

### Юниоры

#### Юноши. Одиночный турнир
Люк Сэвилл обыграл  Филипа Пеливо со счётом 6-3, 5-7, 6-4.
- представитель Австралии побеждает на домашнем турнире серии впервые с 2008 года.

#### Девушки. Одиночный турнир
Тейлор Таунсенд обыграла  Юлию Путинцеву со счётом 6-1, 3-6, 6-3.
- представительница США выигрывает австралийский турнир серии впервые с 1989 года.

#### Юноши. Парный турнир
Лиам Броуди /  Джошуа Уорд-Хибберт обыграли  Адама Павлашека /  Филипа Вегера со счётом 6-3, 6-2.
- представитель Великобритании выигрывает турнир впервые с 2007 года.

#### Девушки. Парный турнир
Габриэлла Эндрюс /  Тейлор Таунсенд обыграли  Ирину Хромачёву /  Данку Ковинич со счётом 5-7, 7-5, [10-6].
- представительница США выигрывает турнир впервые с 2009 года.